# Aplectoides condita
Aplectoides condita är en fjärilsart som beskrevs av Achille Guenée 1852. Aplectoides condita ingår i släktet Aplectoides och familjen nattflyn. Inga underarter finns listade i Catalogue of Life.